# Bellator 220
Bellator 220: MacDonald vs. Fitch è stato un evento di arti marziali miste tenuto dalla Bellator MMA il 27 aprile 2019 al SAP Center di San Jose negli Stati Uniti.

## Risultati
|                                        | Divisione              |                          |           |                  | Metodo                                       | Round     | Tempo     | Premio    |
| Main Card                              | Main Card              | Main Card                | Main Card | Main Card        | Main Card                                    | Main Card | Main Card | Main Card |
| -------------------------------------- | ---------------------- | ------------------------ | --------- | ---------------- | -------------------------------------------- | --------- | --------- | --------- |
| Sfida valida per il titolo di campione | Pesi welter            | Rory MacDonald (c)       | vs.       | Jon Fitch        | Pareggio maggioritario (46–48, 47–47, 47–47) | 5         | 5:00      | [ 1 ]     |
| Sfida valida per il titolo di campione | Pesi mosca femminili   | Ilima-Lei Macfarlane (c) | batte     | Veta Arteaga     | KO tecnico (stop medico)                     | 3         | 1:50      |           |
|                                        | Pesi leggeri           | Benson Henderson         | batte     | Adam Piccolotti  | Decisione non unanime (29–28, 28–29, 29–28)  | 3         | 5:00      |           |
|                                        | Pesi mediomassimi      | Phil Davis               | batte     | Liam McGeary     | KO tecnico (pugni)                           | 3         | 4:11      |           |
|                                        | Pesi leggeri           | Gaston Bolanos           | batte     | Nathan Stolen    | KO (pugni)                                   | 1         | 2:21      |           |
| Card Preliminare                       |                        |                          |           |                  |                                              |           |           |           |
|                                        | Pesi welter            | Abraham Vaesau           | batte     | Justin Roswell   | KO tecnico (pugni)                           | 1         | 1:59      |           |
|                                        | Pesi medi              | Jordan Williams          | batte     | Diego Herzog     | KO tecnico (pugni)                           | 3         | 1:21      |           |
|                                        | Catchweight (140 lbs.) | Josh San Diego           | batte     | Brandon Laroco   | Decisione non unanime (30–27, 30–27, 30–26)  | 3         | 5:00      |           |
|                                        | Pesi piuma             | Hyder Amil               | batte     | Paradise Vaovasa | Sottomissione (rear-naked choke)             | 1         | 2:34      |           |
|                                        | Pesi mediomassimi      | Chuck Campbell           | batte     | Bruno Casillas   | KO (ginocchiata e pugno)                     | 1         | 1:46      |           |
|                                        | Pesi gallo             | Cass Bell                | batte     | Peter Ishiguro   | KO (ginocchiata e pugni)                     | 1         | 3:00      |           |
|                                        | Pesi leggeri           | Aviv Gozali              | batte     | Travis Crain     | Sottomissione (rear-naked choke)             | 1         | 2:15      |           |
|                                        | Pesi leggeri           | Brandon Faumui           | batte     | Chris Avila      | Decisione non unanime (30–27, 28–29, 29–28)  | 3         | 5:00      |           |
|                                        | Pesi mosca             | Brandon Faumui           | batte     | Chris Avila      | KO (pugni)                                   | 1         | 4:52      |           |
| Card Postliminare                      |                        |                          |           |                  |                                              |           |           |           |
|                                        | Catchweight (131 lbs.) | Eric Gunha               | vs.       | Jon Adams        | Pareggio maggioritario (29–27, 28–28, 28–28) | 3         | 5:00      |           |
|                                        | Pesi welter            | Tom Ponce De Leon        | batte     | Jamario Mulder   | Decisione unanime (29–27, 29–27, 30–27)      | 3         | 5:00      |           |
|                                        | Pesi piuma             | Chris Inocencio          | batte     | Boris Novachkov  | Decisione non unanime (29–28, 28–29, 29–28)  | 3         | 5:00      |           |
|                                        | Pesi piuma             | Ignacio Ortiz            | vs.       | Roger Severson   | Pareggio unanime (28–28, 28–28, 28–28)       | 3         | 5:00      |           |